# Карна
Карна (санскр. कर्ण, Karṇa IAST — «чуйний», буквально: «вухатий») — один з центральних героїв епосу стародавньої Індії «Махабхарата», найсильніший витязь оповіді і втілення доблесті й честі. В образі й долі Карни знайшли відображення важливі загальноепічні сюжетні мотиви. Карна має божественне походження: його батьки — царівна Кунті і бог сонця Сур'я: колись самітник Дурваса нагородив Кунті за доброчесність мантрою, за допомогою якої вона могла викликати будь-якого бога для отримання потомства. До народження Карни його небесний батько промовляє пророцтво про те, що Карні судилося стати найбільшим воїном (пор. з пророцтвом про велику долю кельтського героя Кухуліна). Карна з'явився на світ у результаті незайманого народження і став підкидьком, оскільки був позашлюбною дитиною, і юна мати пустила немовля в кошику по річці (пор. іншими пущеними по водах підкидьками з уготованою великою долею: Мойсеєм, Саргоном, Ремом і Ромулом).
Вихований у прийомній сім'ї візника Карна через незнання стає ворогом своїх братів принців Пандавів (синів Кунті і царя Панду) і побратимом їхнього головного противника принца Дурйодгани, разом з яким замишляє підступи проти Пандавів. При народженні Карна отримує від небесного батька золотий панцир і сережки — запоруку невразливості. Брахмани називають підкидька Васушеною, іменем, що допускає, на думку С. Л. Невелєва потрійну інтерпретацію: «Володар незліченних багатств», «Володар багатого списа» і «Володар багатої раті». Всі три варіанти імені виявляться пророчими. У юності Карна проходить навчання військовому мистецтву у наставника Пандавів і Кауравів Дрони, а потім у відлюдника Парашурами. Дрона Карну полюбив, а Пандави піддавали його цькуванню. Парашурама передрік Карні велику славу, але прокляв його за обман: щоб вивідати у гнівливого аскета таємницю володіння небесною зброєю, Карна видав себе за брахмана. Карна все життя страждає через низький соціальний статус: бувши підкидьком, він позбавлений обряду посвячення кшатрія. Підступами Індри (небесного батька героя Арджуни — середнього з п'ятьох Пандавів і головного суперника Карни) — Карна позбавляється невразливості. Це відбувається, коли підступний Індра в лиці брахмана просить у Карни як дарунок його чарівні сережки і панцир. Вважаючи безчесним відмовити брахманові в дарі (хоч і знаючи, що під личиною брахмана ховається Індра), Карна зрізає прирослі до тіла сережки і панцир, а натомість отримує у Індри магічний спис (див. вище одне з імен-пророцтв). Завдяки цьому подвигу (пор. з нанесенням каліцтв при ініціації) герой замість дитячого імені «Васушена» отримує доросле ім'я «Карна» («зрізаючий»), як і належить після обряду ініціації, що символізує смерть і нове народження. У великій Битві на Курукшетрі між благородними Пандавами та їх антагоністами Кауравами, очолюваними Дурйодханою, Карні належить битися на боці Кауравів проти своїх братів.
Перед битвою через сварку із воєначальником і дідом Кауравів Бгішмою Карна тимчасово відмовляється битися — проводиться паралель поведінки Ахілла в «Іліаді». Крішна в секретній розмові відкриває Карні таємницю його народження і пропонує царський трон в нагороду за перехід на бік братів. Карна, в порушення стандартного епічного сюжету возз'єднання підкидька з царською сім'єю, відмовляється, бо вважає безчесним зрадити побратима і кинути пристарілих прийомних батьків (пор. з пастушком Парісом, радісно визнала Пріама і Гекуба своїми істинними батьками). Після Крішни з Карною зустрічається мати, яка кинула його в дитинстві і на її прохання Карна обіцяє пошанувати в битві чотирьох Пандавів, і тільки з Арджуною збирається битися на смерть.
На десятий день бою кривдник Карни Бгішма переможений, і Карна береться за зброю. У вирішальному поєдинку між Арджуною і Карною всі, включаючи верховного бога Брахму, повстають проти Карни. Його візник, дядько Пандавів, цар Шалья, деморалізує Карну підступними промовами. Незважаючи на міць Карни і його неперевершене мистецтво у володінні зброєю, він приречений, оскільки Арджуну захищає сам Крішна (про це Карну ще до битви попередив Індра). Коли колісниця Карни через прокляття брахмана в'язне в землі і сутичка за правилами повинна бути припинена, Арджуна за наполяганням свого візника Крішни поспішно вбиває Карну: Крішна вважає, що в чесному поєдинку Карна непереможний. Карну з усіх боків оточують підступи і зради: навіть побратим, який присягався йому у вічній дружбі Дурйодгана, не збирається мститися за його загибель (пор. з люттю Ахілла, який мстить за Патрокла, і ірландського героя Коналла Кернага, що мстить за свого друга Кухуліна).
Тільки після загибелі Карни Пандави дізнаються, що він був їхнім братом. Карна представляє незвичайний для епосу образ трагічного героя, який неухильно дотримувався високих етичних норм і, як пояснює в XII книзі «Магабгарати» божественний мудрець Нарада, протягом всього життя ставав жертвою зрад і принижень: Карна «був проклятий і зраджений безліч разів».